# Giardino degli Aranci
Giardino degli Aranci ("Apelsinträdgården"), även benämnd Parco Savello, är en park på Aventinen i Rom. Parken är belägen på platsen för ett fort, uppfört av Alberik II på 900-talet. Fortet övertogs senare av Otto III och övergick på 1200-talet i familjen Savellis ägo. I Giardino degli Aranci växer bland annat apelsin och pomerans.
År 1222 överläts fortet och trädgården åt dominikanorden. Enligt traditionen hade Dominicus från Spanien fört med sig det första apelsinträdet som planterades i Rom.
Trädgården har tre entréer: Piazza Pietro d'Illiria, Via di Santa Sabina och Clivo di Rocca Savella.

## Bilder
| - Fontana del Mascherone di Santa Sabina vid en av entréerna till Giardino degli Aranci. Maskaronen kommer från Fontana di Campo Vaccino. |